# Shining (gruppo musicale norvegese)
Gli Shining sono un gruppo musicale avant-garde metal/jazz d'avanguardia norvegese formatosi ad Oslo nel 1999.

## Storia del gruppo

### Primi anni (1999-2005)
Il gruppo nacque inizialmente come un quartetto jazz strumentale acustico, composto da Jørgen Munkeby al sassofono, Torstein Lofthus alle percussioni, Morten Qvenild al pianoforte e Aslak Hartberg al contrabbasso.
La prima pubblicazione è stata Where the Ragged People Go, pubblicato nel 2001 attraverso la BP, mentre due anni più tardi è stata la volta di Sweet Shanghai Devil. Nel 2005 il gruppo ha pubblicato In the Kingdom of Kitsch You Will Be a Monster, distribuito dalla Rune Grammofon e caratterizzato da sonorità più d'avanguardia, orientate al rock e all'elettronica, con Qvenild che ora suona sintetizzatore e tastiere e Hartberg che utilizza principalmente il basso anziché il contrabbasso. Questi ultimi due, tuttavia, lasciarono gli Shining in concomitanza dell'uscita dell'album e furono sostituiti da Andreas Hessen Schei e Morten Strøm.

### Grindstone(2007-2009)
Rinnovata la formazione, nel 2007 gli Shining pubblicarono il quarto album Grindstone, che ha segnato un ulteriore abbandono delle iniziali sonorità jazz in favore di elementi rock progressivo, pop e musica classica del diciannovesimo e del ventesimo secolo. Il disco ha permesso alla formazione di intraprendere una tournée congiunta con gli Enslaved svoltasi nell'ottobre dello stesso anno. Negli anni successivi Schei fu rimpiazzato da Andreas Ulvo, a sua volta sostituito da Bernt Moen, mentre Tor Egil Kreken subentrò a Strøm al basso. Con l'ingresso nel 2010 del chitarrista Even Helte, gli Shining divennero un quintetto.

### BlackjazzeOne One One(2010-2014)

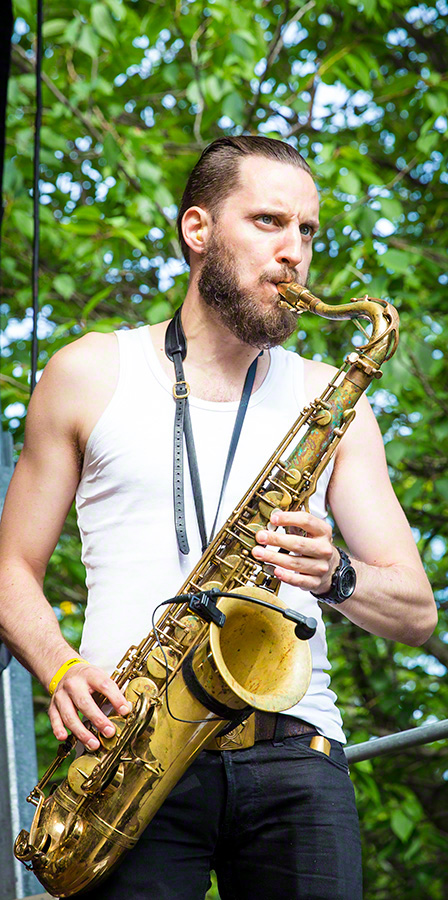
Jørgen Munkeby, frontman e principale compositore del gruppo

L'uscita del quinto album Blackjazz nel 2010 vede gli Shining trasformarsi in una band heavy metal estremamente d'avanguardia, con l'utilizzo, da parte di Munkeby, di uno stile di canto che alterna growl, scream e qualche apertura in voce pulita. Lo stesso anno Hermansen viene sostituito da Sagen. A seguito della tournée promozione del disco, nel novembre 2011 il gruppo pubblicò il primo album dal vivo, Live Blackjazz. Nel 2013 il gruppo ha pubblicato il sesto album One One One, che segue la medesima direzione intrapresa con Blackjazz. Il 30 ottobre 2014 Lofthus abbandonò il gruppo dopo 15 anni di permanenza, venendo sostituito da Tobias Ørnes Andersen; intorno allo stesso periodo anche Løchsen ha lasciato gli Shining, sostituito da Eirik Tovsrud Knutsen.

### International Blackjazz Society(2015-2016)
Il 20 aprile 2015 gli Shining hanno firmato un contratto discografico con la Spinefarm Records, pubblicando il successivo 23 ottobre 2015 il settimo album International Blackjazz Society. Rispetto ai due dischi precedenti le sonorità si allontanano dall'heavy metal per virare verso un hard rock sperimentale influenzato dalla musica industriale. Poco tempo tempo Kreken ha abbandonato il gruppo, venendo rimpiazzato da Ole Vistnes.
Per presentare il disco il gruppo ha tenuto una speciale esibizione sul Trolltunga a Skjeggedal di fronte a 300 spettatori, per poi intraprendere una tournée tra ottobre e novembre dello stesso anno. Durante il 2016 si sono esibiti nuovamente in Europa attraverso un tour congiunto con gli Intronaut.

### Animal(2017-2019)
Dopo una pausa passata a comporre nuovo materiale per l'ottavo album, il 1º settembre 2017 è stato presentato il singolo Everything Dies, che ha rappresentato un cambiamento significativo nelle sonorità del gruppo, abbandonando completamente l'heavy metal e il sassofono caratteristico delle precedenti pubblicazioni. Ciò viene reso tale anche dal successivo singolo Animal, annunciato insieme all'omonimo album nell'agosto 2018.
Animal è stato pubblicato il 19 ottobre 2018 e si compone di dieci brani prodotti da Sean Beavan, con il quale Munkeby ha collaborato anche in fase di composizione e scrittura, interrompendo la quasi totale egemonia che il musicista aveva nei dischi passati. Pur ottenendo un discreto successo, con il singolo omonimo che ha sorpassato il milione di ascolti su Spotify, gran parte della critica specializzata ha stroncato la pubblicazione, lamentando la poca originalità sia dal punto di vista musicale che da quello dei testi e l'eccessivo uso di Auto-Tune. Tra ottobre e dicembre 2018 hanno intrapreso un'estesa tournée europea.
A distanza di un anno è stato reso disponibile il singolo stand-alone Wolves.

## Formazione
Attuale
- Jørgen Munkeby – sassofono (1999-presente), flauto, clarinetto (1999-2007), chitarra (2004-presente), voce (2010-presente)
- Håkon Sagen – chitarra (2010-presente)
- Eirik Tovsrud Knutsen – tastiera, sintetizzatore (2014-presente)
- Tobias Ørnes Andersen – batteria (2014-presente)
- Ole Vistnes – basso (2015-presente)

Turnisti
- Antti Karhu – chitarra (2018-presente)
- Simen Sandnes – batteria (2020-presente)

Ex componenti
- Morten Qvenild – pianoforte (1999-2004), tastiera, sintetizzatore (2004)
- Aslak Hartberg – contrabbasso (1999-2005), basso (2004-2005)
- Andreas Hessen Schei – tastiera, sintetizzatore (2005-2006)
- Morten Strøm – basso (2005-2008)
- Andreas Ulvo – tastiera, sintetizzatore (2007-2008)
- Even Helte Hermansen – chitarra (2007-2010)
- Bernt Moen – tastiera, sintetizzatore (2008-2012)
- Knut Løchsen – tastiera, sintetizzatore (2012-2014)
- Torstein Lofthus – batteria (1999-2014)
- Tor Egil Kreken – basso (2008-2015)

## Discografia

### Album in studio
- 2001 – Where the Ragged People Go
- 2003 – Sweet Shanghai Devil
- 2005 – In the Kingdom of Kitsch You Will Be a Monster
- 2007 – Grindstone
- 2010 – Blackjazz
- 2013 – One One One
- 2015 – International Blackjazz Society
- 2018 – Animal

### Album dal vivo
- 2011 – Live Blackjazz
- 2024 – Blackjazz Live at the Heavy Water Plant

### Raccolte
- 2008 – Shining

### EP
- 2024 – Without You